# Rasblandning
Rasblandning är ett begrepp som historiskt använts för att beskriva par från olika så kallade mänskliga raser som gifter sig, inleder ett förhållande, eller skaffar barn. Rasbegreppet är idag omstritt, och termen anses även vara rasistisk. Idag råder det vetenskaplig konsensus om att människan inte går att kategorisera i separata raser. Då hela människosläktet idag ses som en enda "ras", är begreppet rasblandning och rasrenhet inte vetenskapligt meningsfullt och omges snarare av starka sociala och politiska konnotationer.
Antropologiskt råder konsensus att det inte finns människoraser, och man anser att försök till identifiering av rasskillnader mellan människor inte är en vetenskaplig verksamhet. Sociologisk forskning har visat att fördomsfyllda historiska föreställningar om existens av "raser" bland människor kan få konsekvenser för individers liv genom såväl privilegier som exkludering och diskriminering. "Ras" betraktas idag inom vetenskapen som en social konstruktion där konstruktionen av "ras" sker genom en materiell process som kallas rasifiering. I västerländska samhällen finns rasregelsystem där skapandet av "ras", rasidentiteter och rasrelationer helt eller delvis skett genom en naturalistisk eller historicistisk modell, eller i kombination. Den första utgår ifrån rasbiologiska antaganden om högre och lägre stående raser medan den förra utgår ifrån kulturella och kulturrasistiska principer.

## Historia

### Tidigmodern tid
Idén om att det skulle finnas olika människoraser började sprida sig i Europa från slutet av 1600-talet och framåt och sågs som en del av den naturvetenskapliga revolutionen. I och med utvecklingen av dessa idéer har man genom historien och på olika platser betraktat fenomenet rasblandning på olika sätt. I de spanska och portugisiska kolonialväldena uppmuntrades förhållanden mellan kolonister och ursprungsbefolkning för det mesta. Från 1540-talet och in på 1600-talet uppstod en ny ideologi om "blodets renhet", varefter spanjorerna och portugiserna diskriminerade personer på grund av vad man uppfattade om "orent blod". Detta kunde vara att någon nyss hade konverterat till kristendomen, hade judiskt påbrå eller var en casado (barn till portugis och urinvånare i kolonierna). Personer kunde ha "orent blod" i upp till fyra generationer och t.ex. judar var i lika många generationer utestängda från officiella ämbeten. Den tidiga spanska uppfattningen av "ras" härstammade från 1500-talets uppfattning om blodrenhet och hade en i grunden etnoreligiös botten; man ville särskilja den egna gruppen, som man ansåg vara ättlingar till de "rena" kristna visigoterna, från semiterna, judar och muslimer som efter reconquistan tvångskonverterats till kristendom men misstänktes i smyg behålla sin gamla tro. Denna sociala stratifikation exporterades till Nya världen och anammades där även av delar av ursprungsbefolkningen, men institutionaliserade förbud mot blandning av olika grupper uteblev i de spanska kolonierna och ett mångfaldigt system av olika så kallade blandfolk (spanska: casta) uppstod.
I Frankrike dröjde det till mitten av 1700-talet innan det blev mer allmän åsikt att européer och andra, främst frisläppta afrikanska slavar, inte skulle få gifta sig eller bilda familj på grund av att man ville bibehålla "rasrenhet". Före etablerandet av slaveriet i Västindien hade afrikaner mest setts som exotiska och, om de ej hade konverterat till kristendom, som vildar av religiösa skäl men ej på grund av uppfattningar som rörde ras och det fanns inga utbredda politiska ansatser till att förbjuda förhållanden mellan de två grupperna. I kolonierna i Nordamerika gick det snabbare och i ett tidigt skede uppfattades "blandat blod" som förkastligt, redan 1724 förbjöds med utfärdandet av lagsamlingen Code Noir relationer mellan svarta och vita i kolonin Louisiana. Utvecklingen av tankegången i de nordamerikanska och karibiska kolonierna att rasblandning, särskilt när det rörde européer och afrikanska slavar, var något negativt gick hand i hand med utvecklingen av den transatlantiska slavhandeln och behoven av att legitimera hållandet av slavar, t.ex. genom att hävda att afrikaner var underlägsna eller hade farliga anlag.
Meningarna, bland de med rasistiska föreställningar, var delade gällande om "rasblandning" medförde att avkomman fick "bättre eller sämre egenskaper".

### Modern tid
Rastänkandet blev under 1800-talet tämligen utbrett, inte minst inom politiken, och exempelvis den franska politikern Arthur de Gobineau uttryckte att "rasblandning leder till förfall". I USA var lagar mot rasblandning i kraft under lång tid. I rättsfallet Pace mot Alabama 1883 slog USA:s högsta domstol fast att sådana lagar var förenliga med den amerikanska konstitutionen. Domstolen bytte sedan fot i avgörandet Loving mot Virginia, en dom som kom först 1967 , vid vilken tid ännu 16 delstater hade sådana lagar.  Detta är ett exempel på hur den institutionaliserade rasismen levde kvar under en längre tid. Även efter det amerikanska avskaffandet av rasblandningslagar har sådana funnits i kraft. Så sent som 2000 upphävdes USA:s sista lag mot rasblandning, efter en folkomröstning delstaten Alabama. 62% av väljarna ville uppäva det icke-konstitutionella förbudet mot "rasblandning".
En tysk läkare, antropolog och eugeniker Eugen Fischer (1874–1967) genomförde 1908 en forskningsresa till Tyska Sydvästafrika där han studerade basterfolket och rasblandning och skrev boken Die Rehobother Bastards und das Bastardierungsproblem beim Menschen. Fischer blev senare chef för rasinstitutet Kaiser-Wilhelm-Institut für Anthropologie, menschliche Erblehre und Eugenik i Berlin 1927-1942. Nazityskland införde i "Lagen till skydd av det tyska blodet och den tyska äran" (Nürnberglagarna) 1935 förbud mot rasblandning mellan "jude och tysk". Dessa lagar var förspelet till Förintelsen där 11-17 miljoner människor, främst judar, mördades.  Andra världskriget innebar dock inte slutet på rasistiska lagar och i Sydafrika infördes 1949 ett rasåtskillnadssystem kallat apartheid, enligt vilket "rasblandning" i form av äktenskap var förbjuden. Sexuellt umgänge över vad som, bland den styrande minoriteten, uppfattades som "rasgränser" förbjöds året därpå. Båda förbuden avskaffades i landet 1985.

### Notförteckning
1. ↑  Relethford, John H (2009) 'Race and global patterns of phenotypic variation', Am J Phys Anthro 139:16-22
2. ↑  Hunley & Healy & Long (2009) 'The global pattern of gene identity variation reveals a history of long-range migrations, bottlenecks, and local mate exchange: implications for biological race', Am J Phys Anthro 139:35-46
3. ↑  Wolpoff, Milford H (2009) 'How Neandertals inform human variation', Am J Phys Anthro 139:91-102
4. ↑  Keita, S O Y & Kittles R A (1997) The persistence of racial thinking and the myth of racial divergence. Am Anthropol 99:534–544
5. ↑  Templeton A.R. (1998) Human races: a genetic and evolutionary perspective. Am Anthropol 100:632–650
6. ↑  SOU: Bortom Vi och Dom Teoretiska reflektioner om makt, integration och strukturell diskriminering s. 95, 2005, ISBN 91-38-22353-8
7. ↑  de los Reyes & Kamali 2005.
8. ↑  Molina 1997.
9. ↑  Goldberg 2002.
10. ↑  Xavier, A. B. 2018. “Reducing difference in the Portuguese empire? A case study from early-modern Goa”. In Changing Societies: Legacies and Challenges. Vol. i. Ambiguous Inclusions: Inside Out, Inside In, eds. S. Aboim, P. Granjo, A. Ramos. Lisbon: Imprensa de Ciências Sociais, 241-261.https://www.ics.ulisboa.pt/books/book1/ch11.pdf
11. ↑  Villella, Peter B. (2011). ”"Pure and Noble Indians, Untainted by Inferior Idolatrous Races": Native Elites and the Discourse of Blood Purity in Late Colonial Mexico.”. Hispanic American Historical Review 91:  sid. 633-663. ISSN 0018-2168. Läst 29 april 2014. s.634-636
12. 1 2  Boulle, Pierre H. (2006). ”Racial Purity or Legal Clarity? The Status of Black Residents in Eighteenth-Century France.”. Journal of the Historical Society (Wiley Blackwell) 6:  sid. 19-46. doi:10.1111/j.1540-5923.2006.00166.x. ISSN 1529-921X. Läst 29 april 2014. s.21-26
13. ↑  Svensk uppslagsbok: Rasblandning
14. ↑  Nordisk familjebok, 1800-talsupplagan, s. 1363: Menniskoraser
15. ↑  Forum för levande historia: "Om människorasernas ojämlikhet"
16. ↑  ”Björn Furuhagen, Forum för levande historia: Den svenska rasbiologins idéhistoriska rötter, en inventering av forskningen”. Arkiverad från originalet den 26 oktober 2007. https://web.archive.org/web/20071026154133/http://www.levandehistoria.org/files/rasbiologi_inventering.pdf. Läst 20 mars 2011.
17. ↑  Charles B. Lawing: LOVING V. VIRGINIA and the Hegemony of “Race” Arkiverad 4 juli 2007 hämtat från the Wayback Machine.
18. ↑  USA Today: Pioneer of interracial marriage looks back
19. ↑  USA Today: Alabama removes ban on interracial marriage

### Källförteckning
- Goldberg, David Theo (2002). ”Racial States” (på engelska). Relocating Postcolonialism. Oxford: Blackwell Publishers. Libris 8292993. ISBN 0-631-20804-6. http://204racethought.wikispaces.com/file/view/Goldberg+Racial+State.pdf Arkiverad 2 februari 2014 hämtat från the Wayback Machine.
- Molina, Irene (1997) (på engelska). Stadens rasifiering: Etnisk boendesegregation i folkhemmet. Uppsala: Kulturgeografiska institutionen, Uppsala universitet. Libris 8357326. ISBN 91-506-1216-6. http://uu.diva-portal.org/smash/get/diva2:161611/FULLTEXT01 Arkiverad 1 februari 2014 hämtat från the Wayback Machine.
- de los Reyes, Paulina; Kamali, Masoud (2005). Bortom vi och dom: Teoretiska reflektioner om makt, integration och strukturell diskriminering (SOU 2005:41). Stockholm: Statsrådsberedningen. Libris 9894123. ISBN 91-38-22353-8